# 776 (číslo)
Sedm set sedmdesát šest je přirozené číslo. Následuje po čísle sedm set sedmdesát pět a předchází číslu sedm set sedmdesát sedm. Římskými číslicemi se zapisuje DCCLXXVI a řeckými číslicemi ψος.

## Matematika
776 je:
- Deficientní číslo
- Složené číslo
- Nešťastné číslo

## Astronomie
- (776) Berbericia je planetka hlavního pásu, kterou objevil v roce 1914 Adam Massinger

## Roky
- 776
- 776 př. n. l.